# Шилікти (Шалкарський район)
Шилікти́ (каз. Шілікті) — село у складі Шалкарського району Актюбінської області Казахстану. Адміністративний центр Кішикумського сільського округу.
У радянські часи село називалось Чилікти.
Населення — 985 осіб (2021; 1492 у 2009, 1511 у 1999, 1515 у 1989).